# Tituria crinita
Tituria crinita är en insektsart som beskrevs av Cai 1993. Tituria crinita ingår i släktet Tituria och familjen dvärgstritar. Inga underarter finns listade i Catalogue of Life.